# Brian Atwood
Brian Atwood (4 de agosto de 1967) es un diseñador de calzado de mujer estadounidense de ascendencia mexicana. Estudió en el Fashion Institute of Technology antes de convertirse en modelo.

## Biografía
Asistió a la escuela secundaria católica Joliet en Joliet, IL. y estudió arte y arquitectura en la Universidad del Sur de Illinois. Posteriormente estudió diseño de moda en el Fashion Institute of Technology (FIT) en Nueva York, NY. 

## Trayectoria
En 1996, después de trabajar como modelo durante siete años fue el primer diseñador estadounidense contratado por Gianni Versace en Milán, y luego fue diseñador jefe de accesorios para mujeres.
La línea de zapatos Brian Atwood se lanzó en 2001. Su línea de zapatos más económica es B Brian Atwood. Esta marca cuesta entre 200 y 500 dólares, a diferencia de su línea principal, que cuesta entre 525 y 2.900 dólares. Más tarde, la marca B Brian Atwood se asoció con el zapatero Steve Madden(NASDAQ:SHOO), que compró la participación del Grupo Jones.
Atwood fue nombrado Diseñador de calzado del año en 2010 y 2011 por los Red Carpet Fashion Awards, y recibió el premio CDA Swarovski Perry Ellis al mejor diseño de accesorios y el premio 2010 Footwear News Designer of the Year.
Atwood está casado con el Dr. Jake Deutsch. La pareja vive en Hudson Yards en el área de Nueva York. Tienen dos perros, Zeffirelli y Tiberius.

### Cobertura mediática
Los medios de comunicación se hicieron eco de Atwood, por Lady Gaga que usó sus zapatos en su fiesta de 30 cumpleaños. La cobertura mediática de Atwood ha incluido a Bebo, y Jessica Chastain. Según los informes, su cuenta de Instagram tiene 460.000 seguidores. Ha sido descrito como un gurú del calzado. En 2012, los anuncios de Atwood en Nueva York fueron prohibidos por desnudez.

### Filosofía de diseño
Resumiendo su filosofía de diseño, Atwood dijo: "No sólo las veinteañeras quieren un tacón de 15 cm". Pero a la inversa, afirmó, "algunas mujeres no quieren o no pueden caminar con tacones altos. Es algo a lo que estamos respondiendo muy rápidamente. Les gusta el zapato de moda divertido, con un tacón sensato, a veces". También comparó su filosofía de diseñar para mujeres con la caprichosa relación de éstas con los zapatos. "Siempre he comparado mi trabajo con el factor Cenicienta, en el que su vida cambia cuando se calza ese zapato. Es algo mágico, la relación que las mujeres tienen con sus zapatos".
Es autor del libro Pumped, un estudio sobre los tacones de aguja.